# أوليفر أوفتشا

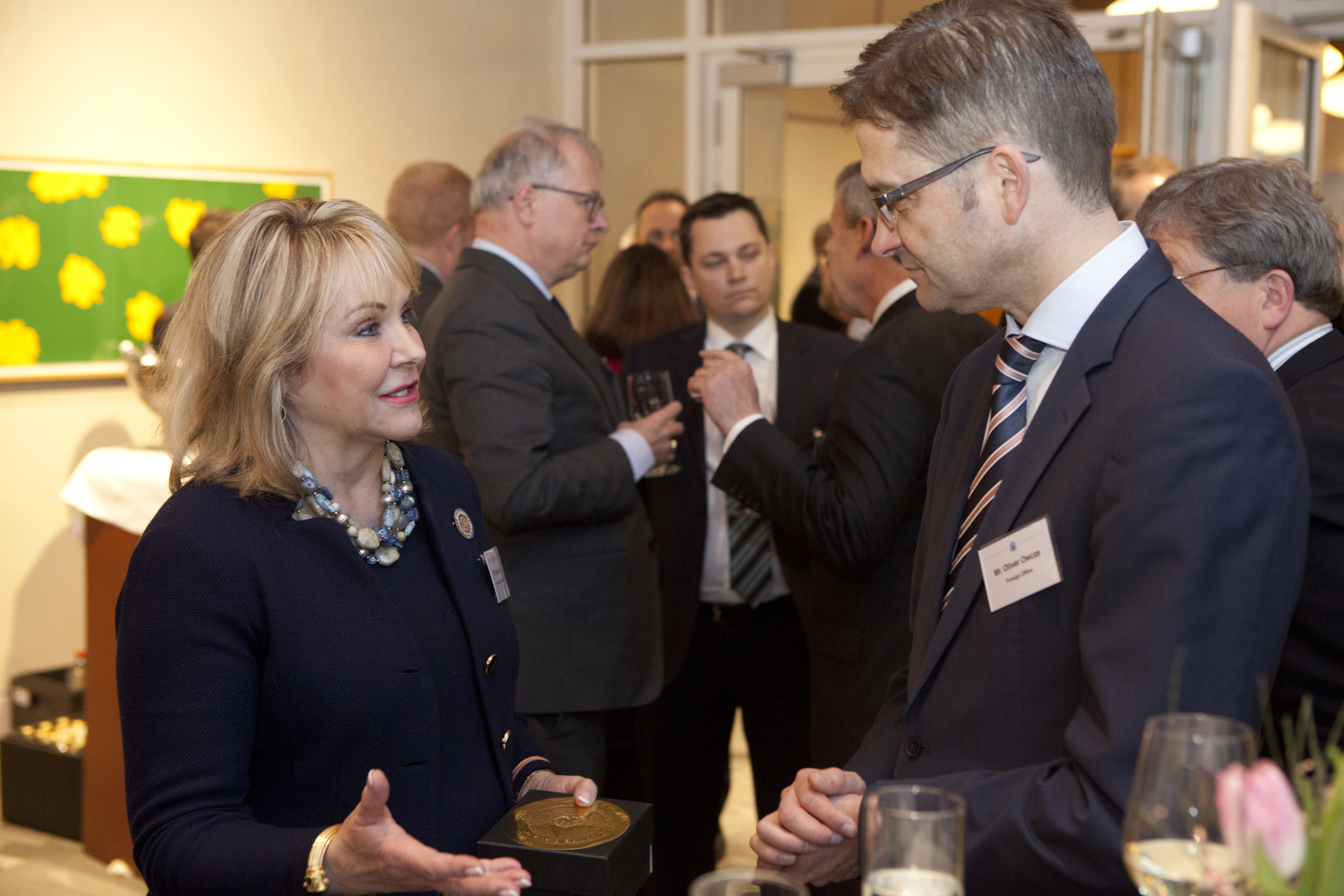
ماري فالين وأوليفر أوفتشا

أوليفر أوفتشا (وُلد في 2 يوليو 1965 في برلين – ) هو دبلوماسي ألماني، شغل منذ أغسطس 2021 منصب رئيس مكتب تمثيل ألمانيا في رام الله وحتى يوليو 2025.

## حياته
بعد تخرجه من المدرسة الثانوية، أدى أوفتشا خدمته العسكرية بين عامي 1984 و 1985. في الفترة الزمنية الواقعة بين عام 1985 وحتى 1987 خاض تدريباً مهنياً كمصرفي بنك. بين عام 1987 حتى العام 1992 درس الاقتصاد والإدارة الأوروبية في كولن وباريس.
عام 1993 بدأ نشاطه في الخدمة الخارجية. منذ العام 1995 وحتى 1998 عمل في السفارة الألمانية في المكسيك.  بين عام 1998 وحتى عام 2000 عمل في مجال العلاقات العامة السياسية في وزارة الخارجية الألمانية في بون.
منذ عام 2000 حتى عام 2003 عمل في ممثلية الجمهورية الألمانية لدى حزب الناتو في بروكسل. من 2003 إلى 2005 كان مستشارًا سياسيًا للمقر الأعلى للقوات المتحالفة في أوروبا في مونس ببلجيكا. 2005 حتى 2008 كان قائمًا بالأعمال في أبو ظبي بالإمارات العربية المتحدة. منذ عام 2008 إلى عام 2012 كان نائب رئيس قسم المساعدات الإنسانية. من 2012 إلى 2014 كان مؤقتًا القائم بالأعمال في كابول. من 2014 إلى 2015 كان زميلًا في جامعة هارفارد في كامبريدج في ماساتشوستس.
من عام 2015 إلى عام 2017 ترأس قسم الولايات المتحدة / كندا في وزارة الخارجية الألمانية. من عام 2017 إلى عام 2018 ترأس قسم أفغانستان / باكستان.
من 2018 إلى 2021 كان سفيرا لألمانيا لدى ليبيا في طرابلس.
في 12 أغسطس 2021، قدم أوراق اعتماده إلى وزير الخارجية الفلسطيني رياض المالكي رئيسًا لمكتب تمثيل ألمانيا في رام الله، الأراضي الفلسطينية.